# Shaun Boyle
Shaun Boyle (* 30. Januar 1971 in Wollongong) ist ein früherer australischer Skeletonpilot.
Shaun Boyle begann 2001 mit dem Skeletonsport und gehört auch seit 2001 zum australischen Nationalkader. Im November des Jahres bestritt er in Winterberg sein erstes internationales Rennen im Rahmen des Skeleton-Europacups und wurde 42. Weitere Rennen in Europa-America’s- und Skeleton-Challenge-Cup folgten bis 2004. Ein geplanter Start bei der Skeleton-Weltmeisterschaft 2003 in Nagano kam nicht zustande, Boyles erste WM wurden die Welttitelkämpfe 2004 auf der Kombinierten Kunsteisbahn am Königssee mit einem 24. Rang als Ergebnis. Im November 2004 bestritt der Australier in Winterberg sein erstes Weltcup-Rennen und wurde dort 19. Das war zugleich sein bestes Resultat im Weltcup. Ein nächster Höhepunkt wurde die Bob- und Skeleton-Weltmeisterschaften 2005 in Calgary, die mit einem 22. Platz für Boyle endete. Zur finalen Saison wurde die olympische Saison 2005/06. Boyle fuhr erneut im Weltcup, erreichte aber nie eine bessere Platzierung als Rang 29. Letzter Höhepunkt wurden die Olympischen Winterspiele 2006 von Turin. Bei den Skeleton-Wettkämpfen in Cesana Pariol wurde der Australier 22.